# Кубок вызова МХЛ 2018
Кубок вызова МХЛ 2018 — девятый в истории Кубок вызова Молодёжной хоккейной лиги, который состоялся 11 января 2018 года в столице Казахстана городе Астана на «Барыс Арене» и завершился победой команды «Запад» со счётом 7:3.
Четыре лучших игрока Кубка вызова (Николай Коваленко, Игорь Гераськин, Егор Коробкин и Герман Волошин) приняли участие в Матче звёзд КХЛ.

## Составы команд
| Сборная Востока | Сборная Востока | Сборная Востока    | Сборная Востока    | Сборная Запада | Сборная Запада | Сборная Запада        | Сборная Запада      |
| --------------- | --------------- | ------------------ | ------------------ | -------------- | -------------- | --------------------- | ------------------- |
| №               | Гр.             | Фамилия Имя        | Команда            | №              | Гр.            | Фамилия Имя           | Команда             |
| Вратари         |                 |                    |                    |                |                |                       |                     |
| 25              | Россия          | Андрей Катюхин     | Кузнецкие медведи  | 35             | Россия         | Артём Корепанов       | Красная армия       |
| 33              | Россия          | Павел Нечистовский | Мамонты Югры       | 97             | Россия         | Кирилл Устименко      | МХК Динамо СПБ      |
| Защитники       |                 |                    |                    |                |                |                       |                     |
| 6               | Россия          | Павел Ушаков       | Тюменский легион   | 13             | Россия         | Владислав Шаманин     | Чайка               |
| 7               | Россия          | Илья Морозов       | Сибирские снайперы | 55             | Россия         | Иван Улогов           | Капитан             |
| 44              | Россия          | Максим Дубовик     | Авто               | 63             | Россия         | Владимир Мирошниченко | Красная армия       |
| 47              | Россия          | Павел Сахаров      | Сарматы            | 73             | Россия         | Аким Тришин           | МХК Спартак         |
| 49              | Казахстан       | Адиль Бекетаев     | Алтай              | 75             | Латвия         | Паулс Сварс           | ХК Рига             |
| 65              | Казахстан       | Самат Данияр       | Снежные барсы      | 80             | Россия         | Кирилл Зубковский     | СКА-Серебряные львы |
| 74              | Казахстан       | Ернар Мусабаев     | Снежные барсы      | 85             | Россия         | Евгений Калабушкин    | СКА-1946            |
| 98              | Россия          | Ильдар Абдеев      | Толпар             | 92             | Россия         | Марк Павликов         | Локо                |
| Нападающие      |                 |                    |                    |                |                |                       |                     |
| 11              | Россия          | Никита Рожков      | Стальные лисы      | 11             | Россия         | Артём Чернов          | МХК Динамо СПб      |
| 16              | Россия          | Владимир Гайдеик   | Мамонты Югры       | 29             | Россия         | Павел Правило         | Атланты             |
| 23              | Россия          | Разат Тимиров      | Реактор            | 41             | Россия         | Павел Горохов         | Русские витязи      |
| 32              | Россия          | Денис Еркин        | Мамонты Югры       | 46             | Россия         | Артём Александров     | Тайфун              |
| 40              | Россия          | Владислав Кулиев   | Белые медведи      | 51             | Россия         | Николай Коваленко     | Локо                |
| 58              | Россия          | Максим Мельников   | Омские ястребы     | 57             | Россия         | Павел Крутий          | Куньлунь РС Юниор   |
| 62              | Россия          | Михаил Шабанов     | Спутник            | 58             | Россия         | Илья Талалуев         | МХК Спартак         |
| 64              | Россия          | Владимир Журавлёв  | Ладья              | 60             | Россия         | Евгений Царюк         | СКА-1946            |
| 66              | Россия          | Никита Михайлов    | Сибирские снайперы | 64             | Россия         | Герман Волошин        | Амурские тигры      |
| 87              | Россия          | Тимур Хафизов      | Реактор            | 71             | Россия         | Иван Муранов          | МХК Динамо Мск      |
| 94              | Россия          | Егор Коробкин      | Стальные лисы      | 89             | Россия         | Игорь Гераськин       | Алмаз               |
| 95              | Россия          | Артём Галимов      | Ирбис              | 99             | Россия         | Владимир Михасёнок    | Крылья Советов      |
| Тренеры         |                 |                    |                    |                |                |                       |                     |
|                 | Россия          | Дмитрий Стулов     | Стальные лисы      |                | Россия         | Михаил Милёхин        | СКА-1946            |
|                 | Казахстан       | Сергей Старыгин    | Снежные барсы      |                | Россия         | Дмитрий Красоткин     | Локо                |

Жирным выделены хоккеисты выбранные в стартовые пятёрки.

## Ход игры
| 11 января 2018 | Восток | 3 : 7 (1:2, 1:3, 1:2) | Запад | Барыс Арена Зрителей: 2721 |

| Отчёт                                                                                           | Отчёт                                                       | Отчёт | Отчёт                        | Отчёт                                                      |
| ----------------------------------------------------------------------------------------------- | ----------------------------------------------------------- | --- | ---------------------------- | ---------------------------------------------------------- |
|                                                                                                 |                                                             | |                              |                                                            |
|                                                                                                 | Нечистовский (31:15, Катюхин)                               | Вратари | Устименко (29:12, Корепанов) | Судьи: Главные: Косарезов, Самарин Линейные: Боряев, Лезин |
|                                                                                                 | Голы:                                                       | |                              | Судьи: Главные: Косарезов, Самарин Линейные: Боряев, Лезин |
| Шабанов (Галимов, Мусабаев) 10:36 Коробкин (Журавлёв) 20:42 (бол.) Абдеев (Данияр) 59:03 (мен.) | 0 : 1 1 : 1 1 : 2 2 : 2 2 : 3 2 : 4 2 : 5 2 : 6 2 : 7 3 : 7 | Крутий (Талалуев, Гераськин) 07:25 Волошин (Шаманин) 14:12 Коваленко (Царюк) 22:06 (мен.) Гераськин (Калабушкин) 29:12 Гераськин (Талалуев, Калабушкин) 32:41 (бол.) Царюк (Муранов, Коваленко) 44:24 Чернов (Правило) 53:25 |                              | Судьи: Главные: Косарезов, Самарин Линейные: Боряев, Лезин |
|                                                                                                 |                                                             | |                              | Судьи: Главные: Косарезов, Самарин Линейные: Боряев, Лезин |
|                                                                                                 |                                                             | |                              | Судьи: Главные: Косарезов, Самарин Линейные: Боряев, Лезин |
|                                                                                                 |                                                             | |                              | Судьи: Главные: Косарезов, Самарин Линейные: Боряев, Лезин |
| 10 мин                                                                                          | Штраф                                                       | 12 мин |                              | Судьи: Главные: Косарезов, Самарин Линейные: Боряев, Лезин |
|                                                                                                 |                                                             | |                              |                                                            |
|                                                                                                 | 36                                                          | Броски | 27                           |                                                            |